# Saint-Mandé
Saint-Mandé és un municipi francès, situat al departament de la Val-de-Marne i a la regió de l'Illa de França.
Forma part del cantó de Vincennes i del districte de Nogent-sur-Marne. I des del 2016, de la divisió Paris-Est-Marne et Bois de la Metròpoli del Gran París.

## Fills il·lustres
- Henri Hirschmann (1872-1961) fou un compositor musical.

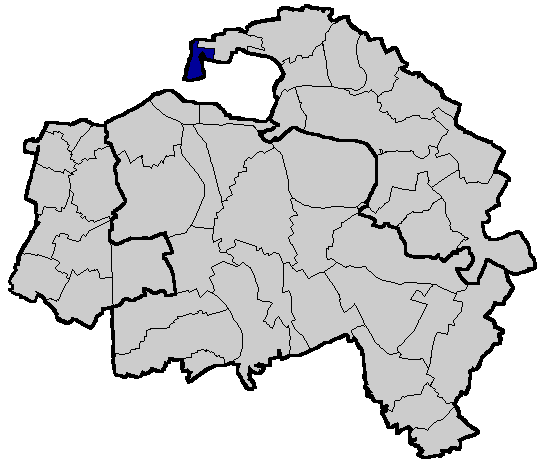
Localització de Bonneuil-sur-Marne a la Val-de-Marne